# Jason Caffey
Jason Andre Caffey (ur. 12 czerwca 1973 w Mobile) – amerykański koszykarz, skrzydłowy, dwukrotny mistrz NBA z zespołem Chicago Bulls, późniejszy trener koszykarski.
Karierę zawodową zaczynał w klubie Chicago Bulls, który wybrał go w drafcie 1995 roku z numerem 20. W 1996 oraz 1997 roku zdobył mistrzostwo NBA wraz z zespołem z Illinois.
19 lutego 1998 roku został wymieniony do Golden State Warriors w zamian za Davida Vaughna oraz wybory drugich rund draftu 1998 (Shammond Williams) i 2000 (A.J. Guyton) roku.
W czerwcu 2000 roku trafił wraz z Billy Owensem do Milwaukee Bucks na mocy umowy z udziałem trzech drużyn. Został zwolniony w październiku 2003 roku, kończąc w ten sposób swoją karierę zawodniczą.
W 2010 roku próbował swoich sił jako trener jednego z nowo powstałych zespołów ligi ABA – Mobile Bay Hurricanes. Został zwolniony jeszcze przed zakończeniem sezonu, a jego obowiązki przejął Aaron Tucker.

## Osiągnięcia
NCAA
- Zaliczony do III składu SEC (1993)[5]

NBA
- 2-krotny mistrz NBA (1996–1997)[1]
- Zwycięzca turnieju McDonalda (1997)